# Overhees

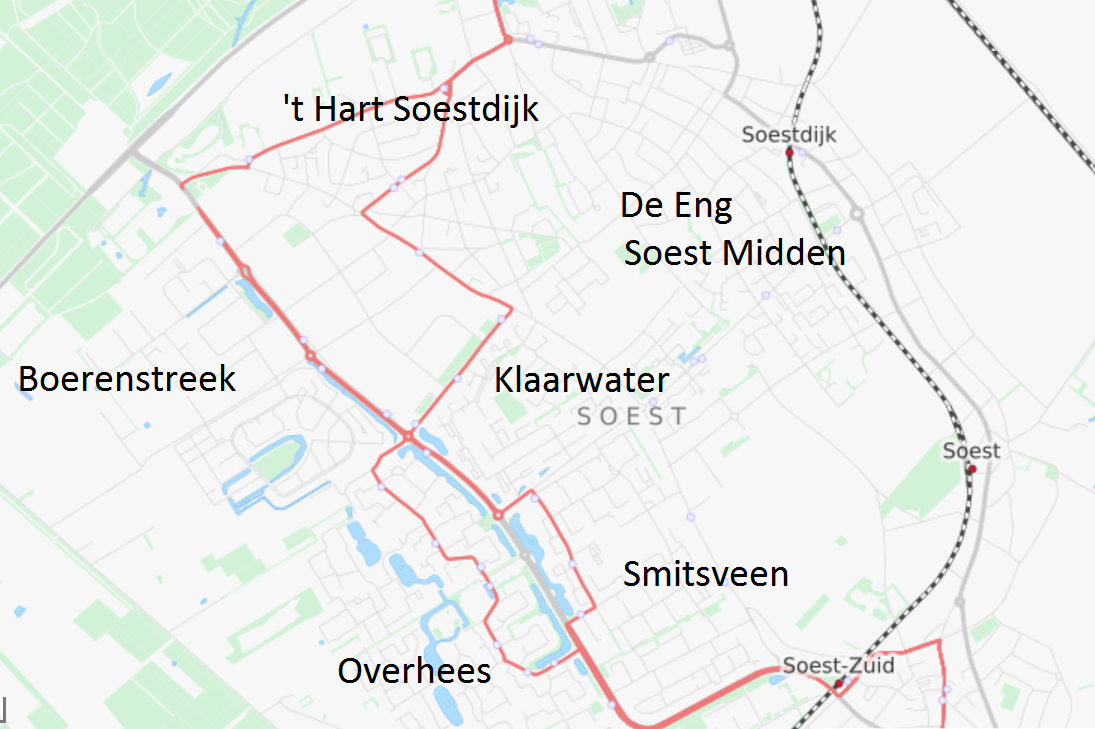
Wijken van Soest

Overhees is een woonwijk in Soest. De wijk bestaat uit de buurten De Zoom, Wieksloot, Overhees, Hees, Klein Engendaal en Klein Engendaal Noord. Aan de oostzijde loopt de Koningsweg, de westzijde wordt begrensd door de Wieksloterweg en de bossen van Op Hees en Pijnenburg.
De wijk werd gebouwd in de jaren zeventig van de 20e eeuw en heeft ruim 7000 inwoners. Er zijn zes basisscholen, een sporthal en een ROC voor volwassenenonderwijs. Aan de Di Lassostraat staat het buurtwinkelcentrum. In het naastgelegen Idea, voorheen C-Drie, zijn een bibliotheek, een theater, een bowling en een sportzaal ondergebracht. Verder is er een kinderboerderij en aan de Klarinet het ontmoetingscentrum voor ouderen. Overhees heeft een wijkbewonersteam.
De naam Overhees is ontleend aan de ligging bij de verdwenen buurtschap Hees en ligt in het Soesterveen. Door de bewaard gebleven oorspronkelijke houtwallen en de aanleg van vijvers en beplanting heeft de wijk een natuurlijk aanzien. De bebouwing bestaat bijna geheel uit laagbouwwoningen aan vele hofjes en slingerende wegpatronen.
De buurt Klein Engendaal werd pas eind jaren negentig gebouwd en bestaat vrijwel geheel uit laagbouwwoningen. De bewaard gebleven bomenrijen vormen de oorspronkelijke kavelbegrenzingen. Door het ontbreken van doorgaande wegen ontstond een verkeersluwe buurt.
’t Hart Soestdijk (Industrieterrein Soest - ’t Hart - Soestdijk) · 
Boerenstreek (Pijnenburg - Het Soesterveen - De Grachten - Boerenstreek) · 
De Eng Soest Midden (De Eng Noord West - De Eng - Soest Midden - Eemgebied - de Eng Zuid) ·  
Klaarwater · 
Overhees (De Zoom - Wieksloot - Overhees - Hees - Klein Engendaal - Klein Engendaal Noord) · 
Smitsveen ·  
Dorp Soesterberg (Soesterberg Noord - Soesterberg Oost - Leusderheide - Soesterberg Kom) · 
Soest-Zuid (Soest-Zuid - De Birkt - Soestduinen - Soester Duinen - Paltz - Vlasakkers)